# François de Bourbon-Conti
 (octobre 2023).
Si vous disposez d'ouvrages ou d'articles de référence ou si vous connaissez des sites web de qualité traitant du thème abordé ici, merci de compléter l'article en donnant les références utiles à sa vérifiabilité et en les liant à la section « Notes et références ».
François de Bourbon, prince de Conti, seigneur de Château-Regnault, né le 19 août 1558  à La Ferté-sous-Jouarre et mort le 3 août 1614 à Paris, est un prince du sang français de la maison de Condé, branche cadette de la maison de Bourbon et cousin germain du roi Henri IV de France.
Bien que catholique, il combat aux côtés de son cousin, chef du parti protestant, au cours de la dernière guerre de religion (1584-1598).

## Biographie

### Origines familiales et formation
François est le second fils de Louis Ier, premier prince de Condé (1530-1569), frère d'Antoine de Bourbon, roi consort de Navarre, père d'Henri IV.
Sa mère est Éléonore de Roye (1536 –1564), première épouse du prince.
Titré marquis de Conti, François est élevé dans une famille protestante. À partir de novembre 1565, la seconde épouse de son père est Françoise d'Orléans-Longueville (1549-1601).

### Les règnes deCharles IXet d'Henri III
Quelques semaines après le massacre de la Saint-Barthélemy (24 août 1572), il se convertit au catholicisme, ainsi que son demi-frère Charles, sa belle-sœur Marie et sa belle-mère.
Il vit à la cour d’Henri III qui se l’attache en le faisant chevalier de l'ordre du Saint-Esprit en 1579 et en l'élevant à la dignité de prince de Conti en 1581.
Durant le soulèvement de la Ligue, il manifeste son soutien à son cousin Henri de Navarre et quitte même la cour en 1587 pour le suivre.
Henri de Navarre, chef du parti protestant, est alors héritier présomptif du trône, Henri III n'ayant pas de fils pour lui succéder et le dernier fils d'Henri II, François de Valois étant mort en 1584.

### Le règne d'Henri IV (1589-1610)
En 1589, après l'assassinat d'Henri III, il devient le deuxième personnage du royaume[pas clair]. Il est parmi les premiers à reconnaître Henri de Navarre comme roi de France.
Il participe à ses côtés à la guerre contre la Ligue, qui se poursuit, notamment à la bataille d'Ivry (14 mars 1590).
Il devient héritier présomptif du trône de France à la mort du cardinal de Bourbon (1523-1590).
Au mois de novembre 1590, alors qu'il est dans ses gouvernement d'Anjou, Touraine et Maine par la volonté d'Henri IV, les ligueurs se sont emparés de plusieurs places fortes du vendômois, il mit alors le siège devant Savigny-sur-Braye qu'il repris rapidement, puis devant le château de Lavardin d’on il fit le siège durant trois semaines, la place capitulant le 23 novembre 1590.

### Commandant de la Touraine, du Maine et l'Anjou
En 1592, il commandait la Touraine, le Maine et l'Anjou. Il était bègue, sourd et de plus atteint d'un tremblement nerveux. Il devait à son rang plutôt qu'à son mérite la lieutenance-générale de toutes les provinces dont la Touraine était le centre. Cependant, sa bravoure est remarquée, et « il y avait dans ses veines une goutte de ce sang des Condé qui allait atteindre sa plénitude d'expansion sous le règne de Louis XIV ». Pour un autre auteur, « Ce n'était pas un capitaine de mérite, mais il était actif et entreprenant; il fit aux ligueurs une guerre très vive. » Pendant l'année 1591, il leur avait enlevé, dans le Haut-Anjou, une série de forteresses.
« Vray Dieu! qui eust jamais pencé Que la cruaulté enraigée Dung sourt et muet incensé Eust esté si tost engaigée? Dieu seul sa fortune a changée Pour sa tirannye du passé. Il nest que daller.
Michel Luette, Pique-mouches, 1592 »
Il est nommé gouverneur d'Auvergne, gouverneur de Paris et gouverneur du Dauphiné en 1595.

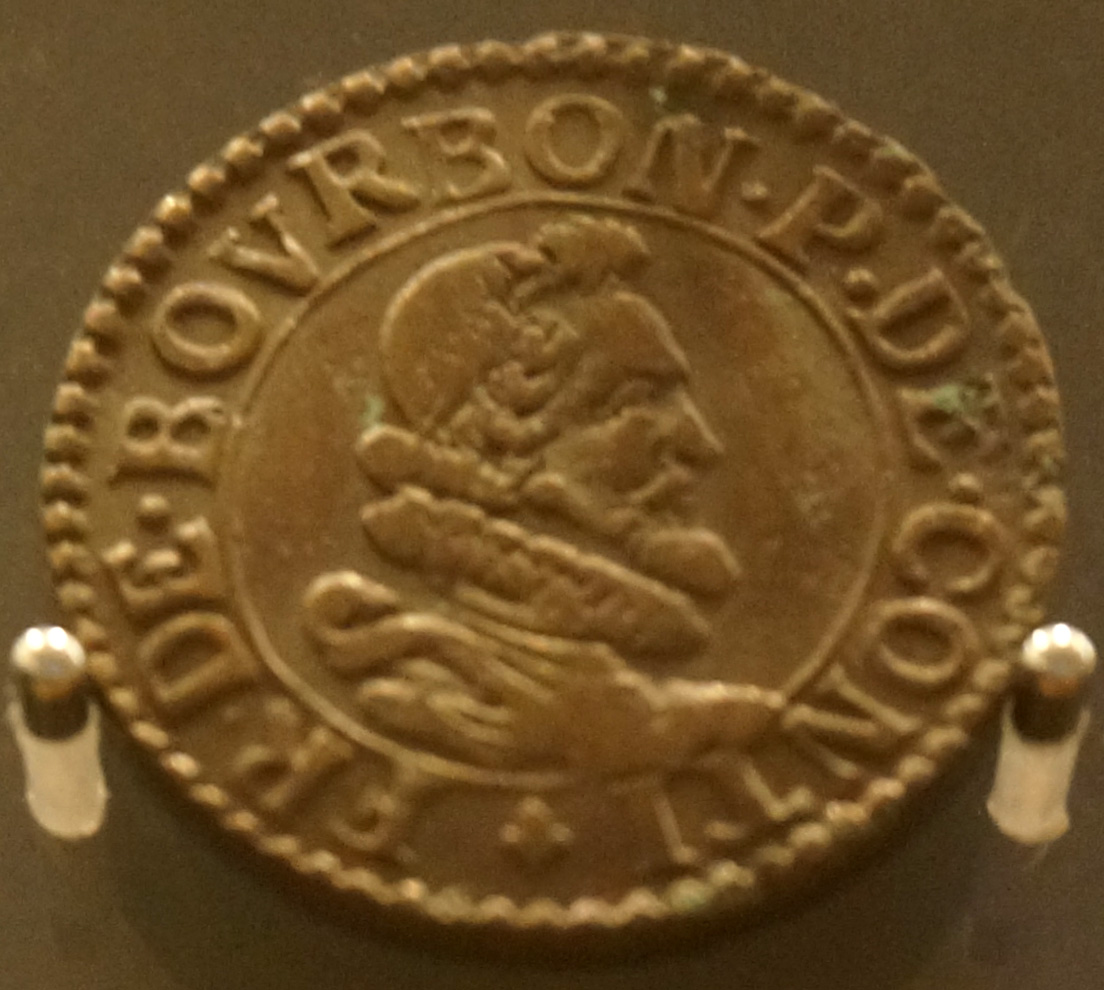
Liard en bronze de Château-Regnault frappée à son effigie en 1613-1614.

### La régence de Marie de Médicis (1610-1614)
Il meurt en 1614 sans laisser d'héritier légitime.

## Généalogie

### Mariage et descendance
Le 17 décembre 1581, il épouse à Paris, au palais du Louvre Jeanne de Coesme (1560-1601) sans postérité.
À la demande d’Henri IV, il épouse en secondes noces le 24 juillet 1605, au château de Meudon, Louise Marguerite de Lorraine (1588–1631), fille du duc Henri Ier de Guise et de Catherine de Clèves, dont il a en 1610 une fille Marie, morte à l'âge de trois semaines.
Sa veuve Louise-Marguerite, plus connue sous le nom de princesse de Conti, s’illustre sous le règne de Louis XIII par sa liberté d’esprit. Dame d’honneur de Marie de Médicis et d’Anne d'Autriche, elle a participé aux complots contre le cardinal de Richelieu.
François de Bourbon-Conti a eu un fils illégitime, Nicolas de Conti, mort en 1648 à Paris et inhumé à St-Germain-des-Prés le 25 mars 1648, dit « le bâtard de Conti », prieur et abbé de Gramont ; abbé de la Couture (diocèse du Mans) ; abbé de Bassac (Saintonge) à partir du 28 septembre 1629.

### Ascendance
1. ↑  Henri de Navarre est le « cousin » le plus proche d'Henri III en ligne paternelle ; leur ancêtre commun se trouve au XIIIe siècle.
2. ↑  Alexandre de Salies, « Siège de Lavardin par le prince de Conti, en 1590 », De Vendôme à La Bonnaventure, Les Roches Lavardin Montoire et Trôo,‎ 1873, p. 69-74
3. ↑  Victor Pavie, Etude sur les Saint-Offange
4. ↑  La Réforme et la Ligue en Anjou, p. 276.
5. ↑  Il s'agit d'une ellipse qui signifie : il suffit de courir sus aux royaux pour les mettre en déroute.